# Deutscher Orden der NSDAP

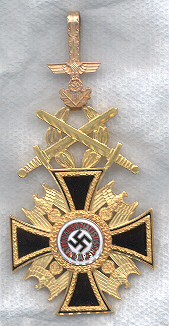
1. Stufe („mit Lorbeerkranz und Schwertern“) des Deutschen Ordens der NSDAP

Der Deutsche Orden zählt zur Gruppe der Ehrenzeichen der NSDAP. Er war ab 1943 die höchste Auszeichnung des nationalsozialistischen Deutschen Reiches.
Das Abzeichen zählt in Deutschland zu den verfassungsfeindlichen Propagandamitteln. Sein Herstellen, öffentliches Tragen oder Verbreiten ist in der Bundesrepublik verboten.

## Geschichte
Die von Adolf Hitler gestiftete Auszeichnung entstand als höherwertige Version des Goldenen Parteiabzeichens der NSDAP und wurde von ihm in mehrere Stufen unterteilt, von denen jene „mit Lorbeerkranz und Schwertern“ die höchste war. Geplant war für den Deutschen Orden der NSDAP auch ein Ordenskapitel, bestehend aus Ordensrat und Ordensgericht.
Die 1. Stufe („mit Lorbeerkranz und Schwertern“) des Deutschen Ordens der NSDAP wurde von Hitler erstmals am 12. Februar 1942 posthum an Fritz Todt verliehen. Die Verleihung dieser Stufe sollte laut Hitler „die höchsten Verdienste ehren […], die ein Deutscher sich für sein Volk erwerben kann“, und zwar für „Leistungen, für welche unter Umständen überhaupt keine Beförderung ausgesprochen werden kann. Die Taten von 200 Ritterkreuzträgern wiegen eine einmalige Leistung, wie die zum Beispiel von Todt, nicht auf.“
Insgesamt verlieh Hitler die 1. Stufe des Deutschen Ordens der NSDAP an 11 Personen, wobei die ersten sieben Verleihungen posthum erfolgten. Lebende erhielten diese Auszeichnung erst ab Februar 1945.

## Ordensstufen
- 1. Stufe (goldenes Kreuz mit Lorbeerkranz und Schwertern als Halsorden)
- 2. Stufe (goldenes Kreuz als Halsorden)
- 3. Stufe (goldenes Kreuz zum Anstecken)

## Aussehen und Trageweise
Die Ordensdekoration des Deutschen Ordens der NSDAP besteht aus einem schwarz emaillierten und goldumrandeten Tatzenkreuz, das als Medaillon das Goldene Parteiabzeichen der NSDAP trägt. Zwischen den Kreuzarmen sind goldene Reichsadler angebracht.
Das Kreuz der 3. Stufe besaß auf der Rückseite eine Nadel zum Anstecken an der linken Brustseite. Bei den Insignien der 2. Stufe befanden sich über dem oberen Kreuzarm zwei rechtwinklig stehende goldene Eichenblätter, über denen ein goldener Reichsadler mit Bandring zum Tragen als Halsorden angebracht war. Bei den Insignien der 1. Stufe steht über dem oberen Kreuzarm ein goldener Lorbeerkranz mit zwei aufliegenden gekreuzten Schwertern. An der Spitze des Lorbeerkranzes befinden sich rechtwinklig zwei goldene Eichenblätter, darüber ist der Reichsadler mit Bandring angebracht.
Das 44 mm breite Ordensband hat die Farben des Blutordensbandes, das aber 34 mm breit ist. Beim Prototyp der Halsdekoration saßen die Adler ohne Hakenkreuz auf einem Lorbeerkranz mit Hakenkreuz.
Der Entwurf des Ordenszeichens stammte von Benno von Arent, einziger Hersteller war die Firma Wilhelm Deumer in Lüdenscheid.

## Träger
Die Träger der 1. Stufe („mit Lorbeerkranz und Schwertern“) des Deutschen Ordens der NSDAP waren:
- Fritz Todt, posthum 1942
- Reinhard Heydrich, posthum am 9. Juni 1942
- Adolf Hühnlein, posthum am 21. Juni 1942
- Viktor Lutze, posthum am 7. Mai 1943
- Adolf Wagner, posthum am 17. April 1944
- Josef Bürckel, posthum am 3. Oktober 1944
- Rudolf Schmundt, posthum am 7. Oktober 1944
- Konstantin Hierl, am 24. Februar 1945, als Sonderstufe, bei dem Lorbeerkranz und Schwerter durch ein goldenes Eichenlaub mit Schwertern (ähnlich wie beim Ritterkreuz des Eisernen Kreuzes) ersetzt waren
- Karl Hanke, am 12. April 1945
- Karl Holz, am 19. April 1945
- Artur Axmann, am 28. April 1945

## Heute: Verfassungsfeindliches Abzeichen
Der Deutsche Orden der NSDAP gehört zu den nationalsozialistischen Orden, deren Führung in Deutschland nach dem Gesetz über Titel, Orden und Ehrenzeichen von 1957 in keiner Form zulässig ist.